# Dalit

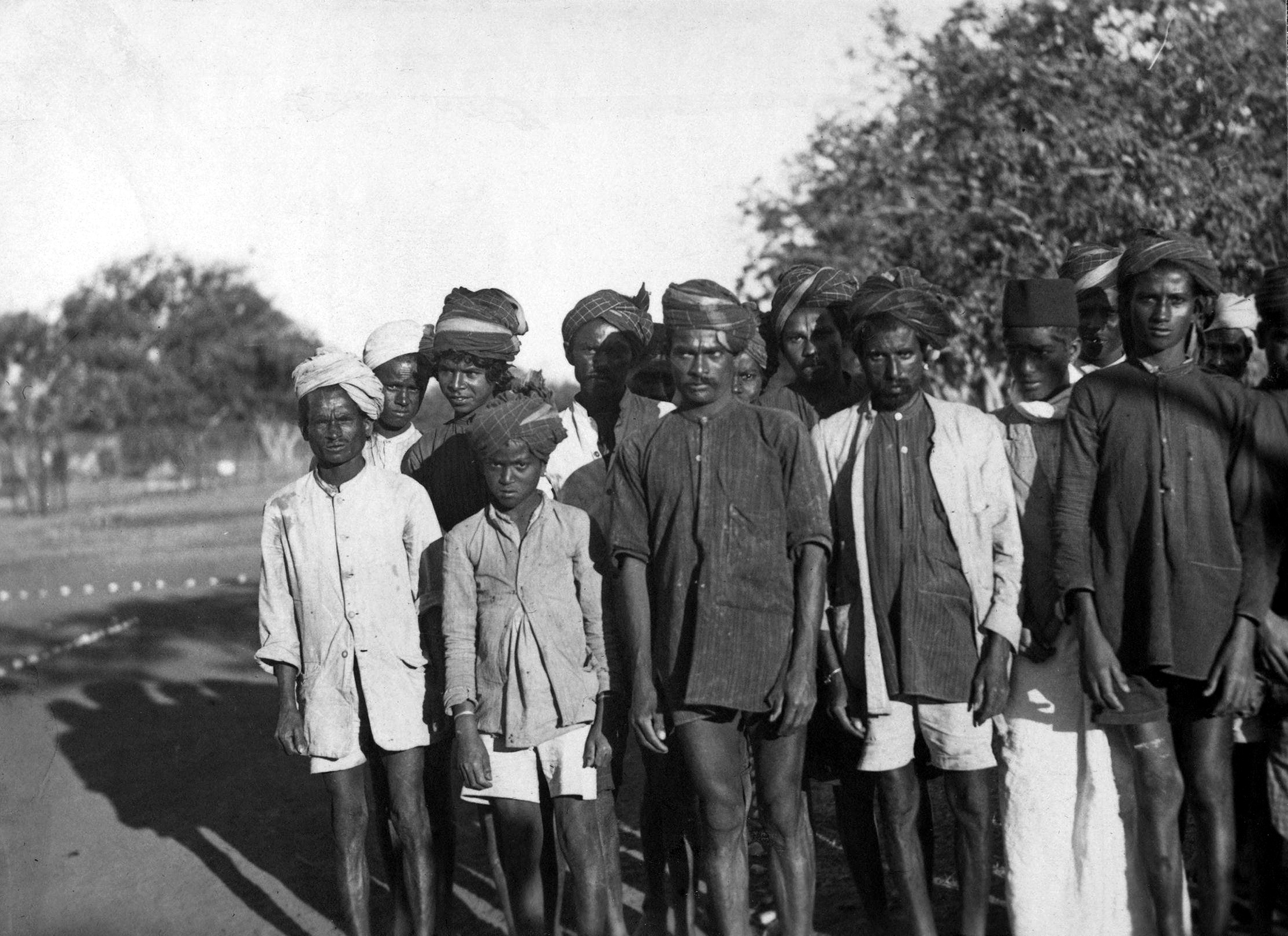
En skola för oberörbara nära Bangalore, fotograferad före 1938 av Lady Ottoline Morrell

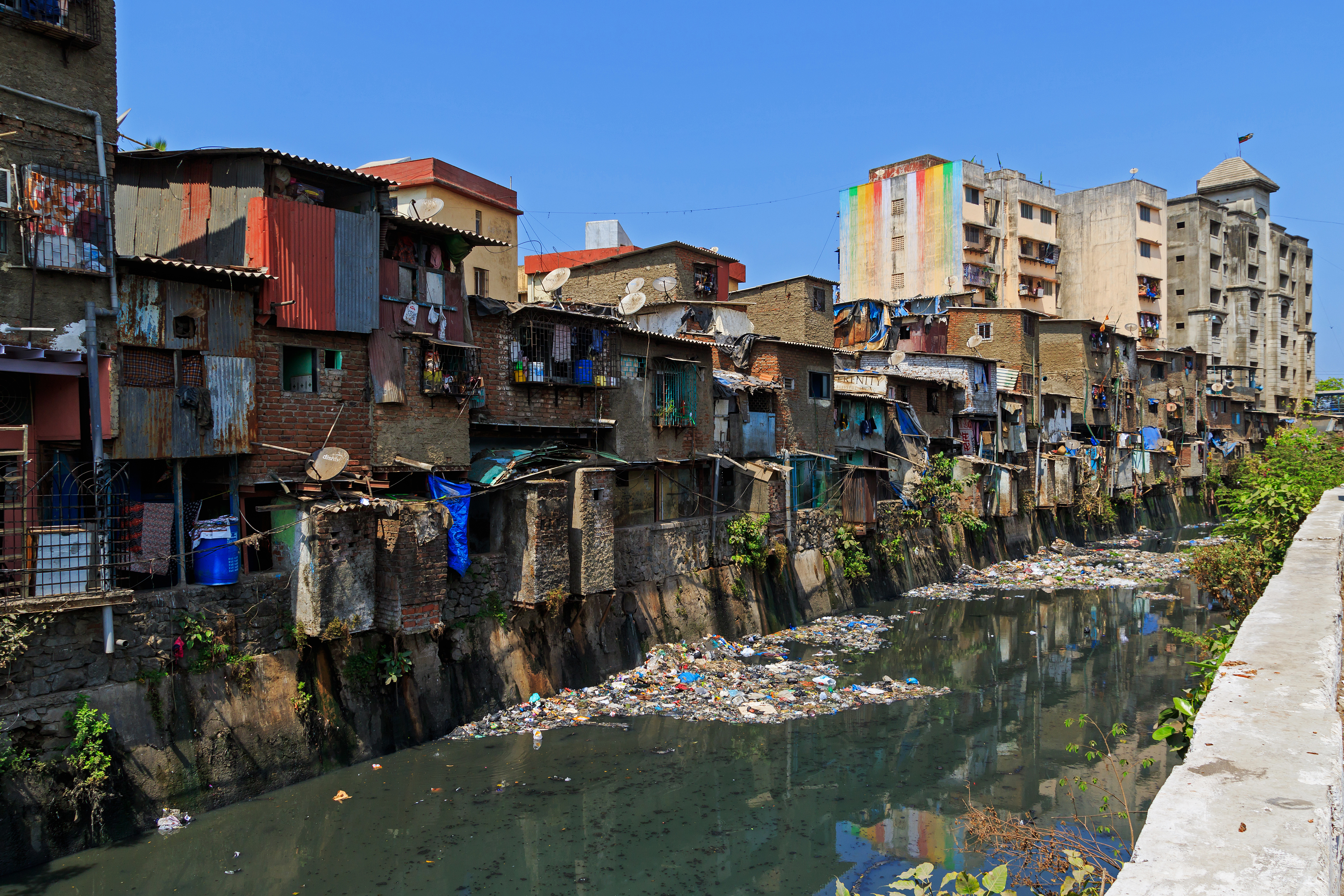
Slumområdet Dharavi i Bombay. En stor del av invånarna är daliter Foto från 2016

Dalit är en självvald benämning på de grupper i Indien som står utanför hinduismens fyra varna (klasser) och har betraktats som oberörbara.  På grund av sitt utanförskap kallas de också kastlösa, men även bland daliterna finns kaster i betydelse jati. Mahatma Gandhi använde benämningen harijan som grovt kan översättas med Guds barn.  Daliterna har tidigare kallat sig panchama ("den femte varnan") och britterna använde ofta ordet paria, som syftade på den största gruppen oberörbara i Tamil Nadu.
Ordet dalit kommer från det  västindiska språket marathi, där det betyder ungefär krossad eller förstörd. Ursprunget kan härledas till sanskrit. Redan i mitten på 1800-talet användes det ibland om de oberörbara, men först sedan 1970-talet har det fått en vidare spridning. Framför allt har det använts av politiska rörelser som kämpar för daliternas rättigheter, exempelvis Dalit Panthers, inspirerad av svarta pantrarna i USA.
De oberörbara nämns inte i Rig-Veda och det råder delade meningar om när och hur gruppen har avskiljts från de etablerade varnas. Av tradition har de i allmänhet haft yrken som man inom de högre kasterna anser orena, till exempel läderarbete, renhållning och arbete med lik. De har tvingats att bo utanför den ordinarie bygemenskapen och inte fått använda samma brunnar som övriga bybor. De har inte heller tillåtits komma in i tempel eller delta i någon hinduisk religiös verksamhet, och barnen har inte fått gå i skolan.  
I dagens samhälle kan det, speciellt i städerna, vara omöjligt att konkret tillämpa idéerna om oberörbarhet. Sedan Indiens självständighet har det också stiftats lagar och formulerats åtgärdsprogram för att skydda daliternas rättigheter och motverka diskriminering. Daliter är dock fortfarande mycket utsatta för förakt och våld från andra grupper och diskriminering inom utbildning och arbetsliv. Många lever i extrem fattigdom.
Folkräkningen 1991 visade att endast 30% av dalitiska barn hade grundläggande läs- och skrivkunskaper och daliterna utgör även idag den del av Indiens befolkning som har den lägsta levnadsstandarden och utbildningsnivån. 70% av Indiens c.a 170 miljoner daliter bor på landsbygden (siffror från 2005) och försörjer sig som dagavlönade jordbrukare. I städerna lever många som tillfällighetsarbetare eller tiggare.